# NGC 3417
NGC 3417 (również PGC 32520) – galaktyka spiralna (S), znajdująca się w gwiazdozbiorze Lwa. Odkrył ją Albert Marth 25 marca 1865 roku.